# Guerres romano-búlgares
Les guerres romano-búlgares o guerres búlgaro-bizantines van ser una sèrie de conflictes armats entre romans d'Orient i búlgars. Els enfrontaments van començar quan un grup de protobúlgars procedent de l'Àsia Menor es va assentar a la península balcànica al segle v i va començar a expandir-se cap al sud-est després del 680, liderats pel kan Asparukh. Al llarg del segle següent, búlgars i romans van continuar lluitant fins que els búlgars, dirigits per Krum, van aconseguir derrotar els romans. Després de la mort de Krum el 814, el seu fill Omurtag, va signar una pau amb Constantinoble que va durar trenta anys. En 893, durant una altra fase de guerra intensa, Simeó I, emperador búlgar, va derrotar de nou els romans en el seu intent de formar un gran imperi a Europa Oriental, encara que va fracassar en última instància.
En 971, Joan I Tsimiscés, emperador romà d'Orient, va aconseguir dominar la major part de l'Imperi Búlgar després de derrotar Borís II i conquerir la capital Preslav. Basili II va completar la conquesta de Bulgària a 1018, després de la seva victòria en la batalla de Clídion. Durant les dècades següents es van produir nombroses revoltes contra el poder romà, però no va ser fins a 1185 quan Teodor Pere i Ivan Assèn van aconseguir sacsejar-se el jou de Constantinoble, aprofitant les disputes dinàstiques a l'Imperi Romà d'Orient.
Després de la conquesta de Constantinoble pels croats en 1204, Kaloian, l'emperador búlgar, va tractar d'entaular relacions amistoses amb el recentment creat Imperi Llatí, però els croats van rebutjar qualsevol acostament. Davant el rebuig sofert, Kaloian es va aliar amb l'Imperi de Nicea, un dels estats successors de l'Imperi Romà d'Orient després de la Quarta Croada, contra el poder croat. Després del col·lapse de l'Imperi Llatí, els romans d'Orient, aprofitant la guerra civil que travessaven els búlgars, van conquistar parts de Tràcia, tot i que van ser recuperades poc després per l'emperador Todor Svetoslav. Les relacions romanobúlgares van seguir sent inestables fins que el nou poder dels otomans va destruir l'Imperi búlgar en 1422 i el Romà d'Orient el 1453.

## La guerra d'Asparukh
La primera topada entre protobúlgars i romans d'Orient es va produir quan Asparukh de Bulgària, fill del kan Kubrat va emigrar cap a l'oest, i va ocupar el sud de l'actual Bessaràbia. Asparukh va derrotar els romans de Constantí IV, que havia atacat els invasors simultàniament per terra i per mar, i va aconseguir assetjar-los al campament fortificat d'Ongal. No obstant això, la retirada de Constantí IV per problemes de salut, va fer estendre el pànic en les seves tropes, moment que van aprofitar els búlgars d'Asparukh per derrotar-los en la batalla d'Ongal. El 681, Constantí va haver de reconèixer l'estat búlgar de Mèsia i acceptar el pagament de tributs com a mitjà per evitar les incursions búlgares a la Tràcia romana. Vuit anys després, Asparukh encapçalà noves campanyes contra la Tràcia romana.

## Les guerres de Tervel
Tervel apareix esmentat en els textos romans el 704, quan el deposat emperador Justinià II va sol·licitar la seva ajuda per recuperar el tron de Constantinoble a canvi de col·laboració, regals i la mà de la seva filla. Amb un exèrcit de cavalleria de quinze mil homes que li va facilitar Tervel, Justinià va avançar sobre Constantinoble i va aconseguir entrar a la ciutat en 705. El restaurat emperador va executar els seus usurpadors Lleonci II i Tiberi III juntament amb molts dels seus seguidors. Després, va concedir a Tervel el títol de Kaisar (Cèsar), el que li col·locava immediatament per sota de l'emperador i territoris al nord-est de Tràcia, a la regió de Zagore. Es desconeix si Tervel va arribar efectivament a casar-se amb Anastàsia, la filla de Justinià.
No obstant això, tot just tres mesos després, Justinià va infringir l'acord, iniciant operacions militars a l'àrea cedida a Tervel. Aquest el va derrotar en la batalla d'Anquíalos el 708. El 711, Justinià II va sol·licitar novament el suport de Tervel per sufocar una important revolta a l'Àsia Menor, però només va obtenir una tèbia resposta per part del búlgar, que va posar a la seva disposició un exèrcit de tres mil homes. Després de ser derrotat per Filípic, Justinià II va ser capturat i executat, i es permeté a les forces búlgares de retirar-se a seus territoris. Tervel va aprofitar el desordre intern dels romans per saquejar Tràcia en 712, i va arribar a les portes de Constantinoble.
Segons la informació cronològica de l'Imennik, Tervel hauria mort el 715. No obstant això, el cronista romà Teòfanes el Confessor ens mostra Tervel intervenint en la restauració del deposat emperador Anastasi II el 718 o 719. Si Tervel hagués estat viu llavors, estaríem parlant del governant búlgar que va signar un nou tractat amb l'emperador Teodosi III el 716 (confirmant el pagament anual de tributs a Bulgària, les concessions territorials a Tràcia i regulant el comerç i la situació dels refugiats polítics) i que va ajudar a aixecar el segon setge àrab de Constantinoble per terra en els anys 717 - 718. Segons Teòfanes, els búlgars van massacrar dos mil àrabs en la batalla.

## Les guerres de Constantí V

Búlgars i romans en combat

Després de la mort de Sevar, Bulgària es va sumir en un llarg període de crisi i inestabilitat, mentre els romans consolidaven les seves posicions. Entre 756 i 775, el nou emperador romà, Constantí V, va liderar nou campanyes militars contra el seu veí del nord per establir la frontera romana en el riu Danubi. Els freqüents canvis de governant (8 kans en 20 anys) i la contínua crisi política van col·locar Bulgària a la vora de la destrucció
En la seva primera campanya, en 756, Constantí V va derrotar els búlgars en dues ocasions, tot i que en 759, el kan Vinekh va aconseguir una brillant victòria en la batalla del pas de Rixki. Vinekh va tractar llavors de signar la pau amb els romans, però va ser assassinat pels seus propis nobles. El nou governant, Telets, va ser derrotat en la batalla d'Anquíal el 763. Durant els seus següents campanyes, cap dels bàndols va aconseguir avantatges significatius, ja que els romans no podien travessar les muntanyes dels Balcans i la seva flota va resultar destruïda per violentes tempestes (2.600 ofegats en una d'elles, el 765,). En 774 van aconseguir derrotar els búlgars a Berzítia, però aquí acabarien seus èxits: a conseqüència de la derrota, els búlgars van reforçar la seva seguretat per lliurar-se dels espies romans. El kan Telerig va enviar una nota secreta a Constantí on l'informava de les seves intencions de fugir de Bulgària i buscar la seva protecció, i li sol·licitava garanties d'hospitalitat. Telerig va aconseguir que l'emperador revelés la identitat dels seus agents a Bulgària, que van ser capturats i executats. La represàlia romana va quedar paralitzada després de la mort de Constantí V el 775.

## Les represàlies fallides de Constantí VI
El 791, el nou emperador Constantí VI es va embarcar en una expedició contra Bulgària en represàlia pels assalts búlgars a la vall de l'Struma. Kardam va anticipar la invasió romana i va ser a la trobada de l'enemic a Adrianòpolis, Tràcia, on va derrotar i va fer fugir els romans.
El 792, Constantí va encapçalar un altre exèrcit contra Bulgària. En aquesta ocasió, va acampar a Marcel·les, prop de Karnobat, i es va fortificar. Kardam va arribar a la zona el 20 de juliol i va ocupar els turons propers. Després d'algun temps observant-se i mesurant-se, Constantí VI va atacar, però les forces romanes van perdre l'ordre i van ser derrotades novament (batalla de Marcel·les). Kardam va capturar la tenda imperial i els servents de l'emperador. Després del seu retorn a Constantinoble, l'emperador romà va signar un tractat de pau i es va comprometre a pagar tribut anual a Bulgària.
Pels volts del 796, el Govern imperial es va negar a pagar l'impost i Kardam va reclamar el seu tribut, amenaçant de devastar Tràcia si no cobrava. Segons Teòfanes el Confessor, Constantí VI es va burlar dels búlgars enviant fems en lloc d'or com a «pagament apropiat», i prometent fer una expedició contra l'ancià Kardam. De nou, els dos exèrcits es van trobar a la rodalia d'Adrianòpolis, i durant disset dies van romandre a l'expectativa, mentre els seus líders, probablement, negociaven. Finalment, els dos exèrcits es van retirar i es van mantenir els acords del 792.

## Les guerres del kan Krum
El kan Krum va desenvolupar una agressiva política exterior en els Balcans, assaltant la vall de l'Struma el 807, Va derrotar un exèrcit romà i va aconseguir un enorme botí d'or destinat a pagar els sous tot l'exèrcit romà. En 809, Krum va assetjar i feu rendir la ciutat de Sàrdica (Sofia), i va massacrar la guarnició romana malgrat la seva promesa de seguretat. Això va provocar la reacció de l'emperador Nicèfor I, que va procedir a assentar les poblacions anatòliques al llarg de la frontera per protegir-la. Va intentar també recuperar Sàrdica, tot i que sense èxit.

### Conflicte amb Nicèfor I
Al començament del 811, l'emperador Nicèfor I va organitzar una massiva expedició contra Bulgària i va avançar fins a arribar a Marcellae (prop de Karnobat). Krum va intentar negociar el dia 11 de juliol, però Nicèfor estava decidit a continuar el seu avanç. Va aconseguir evitar les emboscades búlgares a la serralada dels Balcans i va derrotar un exèrcit de 12.000 homes que tractava de detenir el seu avanç cap a Mèsia. Un altre exèrcit de 50.000 homes va ser derrotat davant els murs de Pliska, que va ser conquerida per l'emperador el 20 de juliol. Nicèfor, que havia estat ministre d'hisenda, va aprofitar llavors per emportar-se el tresor de Krum. Una nova temptativa diplomàtica de Krum va ser rebutjada, després del que el romà va ordenar al seu exèrcit massacrar la població.
Cada vegada més preocupat davant la creixent indisciplina de les seves tropes, Nicèfor va iniciar la retirada cap a Tràcia. Mentrestant, Krum va mobilitzar tota la població búlgara, incloses les dones, i va començar a preparar trampes i emboscades contra els imperials en els passos de muntanya. A l'alba del 26 de juliol, els romans es van trobar atrapats entre un fossat i una estacada en el pas de Varbitsa. Nicèfor va resultar mort en la batalla de la mateixa manera que molts dels seus homes; el seu fill Estauraci fou posat fora de perill per la guàrdia imperial després d'haver rebut una ferida al coll que el va paralitzar. Segons la tradició, Krum va recobrir de plata el crani de Nicèfor i el va utilitzar com a copa. Això va reforçar la seva reputació de brutalitat i li va conferir l'apel·latiu d'«el nou Sennàquerib».

### Miquel I Rangabé

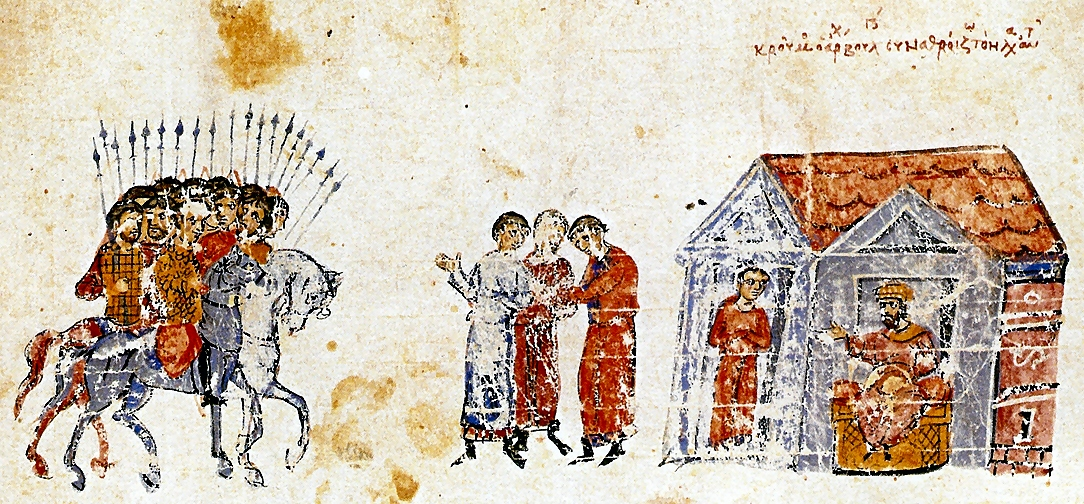
Krum reuneix el seu exèrcit per derrotar els romans

Estaurici va abdicar després d'un breu regnat (va morir el 812 a causa de les ferides infligides pels búlgars) i va ser succeït pel seu cunyat Miquel I Rangabé. El 812, Krum va envair la Tràcia romana, va capturar Develt i va atemorir la població local, que va fugir cap a Constantinoble. Des d'aquesta posició, Krum va oferir tornar a les condicions pactades el 716. El nou emperador, Miquel I, va rebutjar la proposta, especialment la clàusula d'intercanvi de desertors. Per pressionar encara més a l'emperador, Krum va assetjar i va prendre Mesèmbria (Nessèbar) en la tardor del 812
El febrer del 813, els búlgars van assaltar novament Tràcia, però van ser rebutjats pels exèrcits imperials. Animat per aquest èxit, Miquel I va reunir tropes de tot l'imperi i va marxar cap al nord a la recerca d'una victòria decisiva. Krum va dirigir al seu exèrcit cap a Adrianòpolis, i va acampar prop de Versinícia. Miquel I va disposar el seu exèrcit contra els búlgars, però cap bàndol es va moure en dues setmanes. Finalment, el 22 de juny del 813, els romans van atacar, però van haver de fugir a correcuita. Després de la derrota, els búlgars van perseguir els romans fins a Constantinoble, a la qual van posar setge. L'emperador Miquel I va abdicar i es va fer monjo, amb la qual cosa es convertia en el tercer emperador romà eliminat per Krum.

### Lleó V l'Armeni
El nou emperador, Lleó V va iniciar negociacions i va acordar una entrevista amb Krum. Quan el búlgar va arribar, va ser emboscat pels arquers romans i va resultar ferit durant la fugida. Furiós, Krum va saquejar els voltants de Constantinoble i se'n va tornar cap a casa, prenent Adrianòpolis pel camí i assentant els seus habitants (incloent-hi els pares del futur Basili I) a l'altre costat del Danubi. Malgrat la proximitat de l'hivern, Krum va aprofitar el bon temps per enviar una força de 30.000 homes a Tracia, que va conquistar Arcadiòpolis (Lüleburgaz) i va fer 50.000 captius. Això va contribuir a omplir les arques de Krum i de la noblesa búlgara i va permetre reconstruir Pliska, gràcies a la feina d'artesans romans presos.
Krum va passar l'hivern preparant l'assalt a Constantinoble, on circulaven rumors sobre l'existència de material de setge que omplia 5.000 carros. No obstant això, Krum va morir abans de l'inici de la campanya, el 13 d'abril del 814, succeint al seu fill Omurtag.

### El tractat d'Omurtag

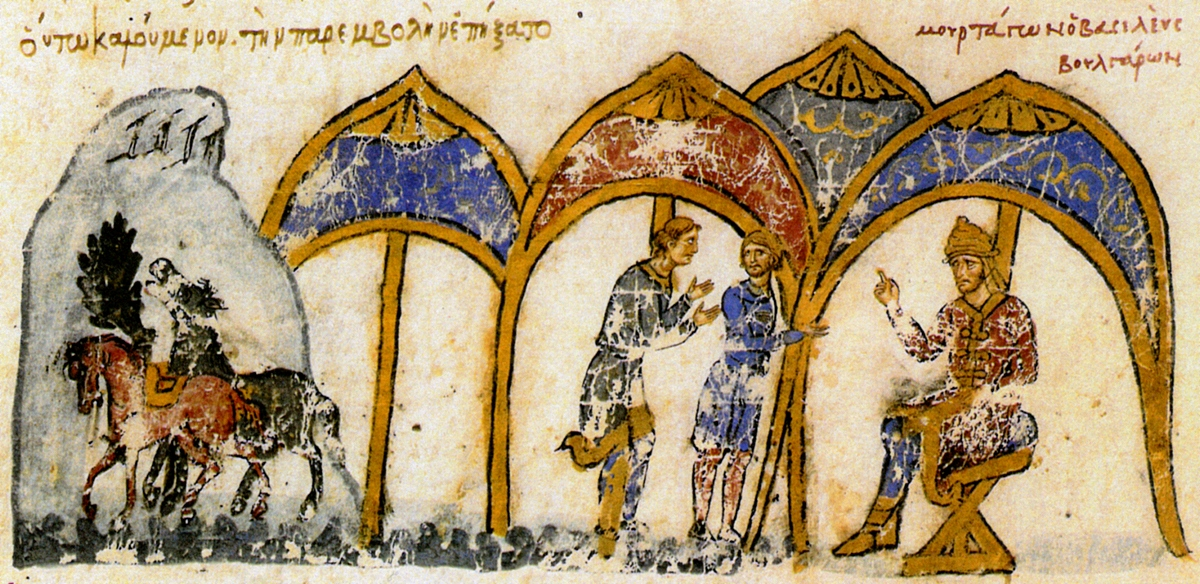
Omurtag enviant una delegació a Constantinoble

El regnat de Omurtag es va iniciar amb la invasió de l'Imperi Romà d'Orient, després de rebutjar les ofertes de pau dels imperials. Els búlgars van arribar fins a Bulgarophygon, actual Babaeski, on van ser derrotats per Lleó V i Omurtag va haver de fugir. Tot i que no va ser una batalla realment important, sí que va afectar la moral de les tropes.
La possible aliança antibúlgara dels romans i els francs, la necessitat de consolidar l'autoritat búlgara en els nous territoris conquerits i la nova amenaça de les tribus de les estepes va portar a Omurtag a signar un tractat de pau amb Constantinoble de 30 anys de durada el 815, que va ser esculpit en una columna prop del llogaret de Seltsi, a la província de Xumen. Segons aquesta inscripció, el tractat delimitava la frontera de Tràcia, tractava de la qüestió dels eslaus que romanien a l'Imperi Romà d'Orient i l'intercanvi de presoners de guerra. El tractat va ser ratificat per ambdós bàndols i renovat el 820 quan Miquel el Tartamut va ascendir al tron. En 823, Tomàs l'Eslau es va rebel·lar contra l'autoritat imperial i va assetjar Constantinoble. Omurtag va enviar un exèrcit per ajudar l'emperador Miquel II que va aconseguir derrotar els rebels i sufocar la rebel·lió.

## Guerra amb Teòfil
Un cop expirat el tractat de pau de 20 anys entre l'Imperi Romà d'Orient i els búlgars, el nou emperador Teòfil va saquejar l'interior de Bulgària el 836. Els búlgars van respondre, dirigits per Isbul, ministre del kan Malamir, i van arribar fins a Adrianòpolis. Durant aquesta època es va produir l'annexió de Filipòpolis (Plòvdiv) i els seus contorns a l'Imperi Búlgar. Durant aquest període es van erigir nombroses inscripcions commemoratives de les victòries búlgares i de les activitats constructives a l'entorn de la capital, Pliska. La guerra va concloure quan els eslaus que vivien en les proximitats de Tessalònica es van rebel·lar contra l'Imperi Romà d'Orient el 837.
Teófilo va buscar llavors el suport búlgar per a sufocar la rebel·lió, però, paral·lelament va donar ordres a la seva flota de remuntar el Danubi i evacuar clandestinament als presoners de guerra romans que havien estat establerts en la Bulgària transdanubiana per Krum i Omurtag. En represàlia, Isbul va llançar una campanya al llarg de les costes del mar Egeu a Tracia i Macedònia i va prendre la ciutat de Filipos, on va aixecar una inscripció commemorativa. El resultat final va ser l'establiment de la sobirania búlgara sobre la tribu eslava dels smoljani.

## Guerres de Borís I
Malgrat ser un hàbil diplomàtic i home d'estat, i al paper jugat en la conversió de Bulgària al cristianisme, Borís I de Bulgària no va ser un cap militar particularment reeixit, car fou derrotat en diverses ocasions per francs, croats, serbis i romans.

### Les guerres de la dècada de 850
Poc després del seu ascens al poder, Borís va llançar una breu campanya contra l'Imperi Romà d'Orient a 852. No tenim massa detalls dels esdeveniments, tot i que és probable que aconseguís guanyar alguns territoris a Macedònia.
En 855 van esclatar novament els conflictes entre romans i búlgars. L'Imperi estava desitjós de recuperar les terres interiors de Tràcia i els ports al voltant del golf de Burgàs a la mar Negra. Les forces romanes, encapçalades per l'emperador Miquel III i el cèsar Bardes van aconseguir recuperar les ciutats de Filipòpolis, Develtus, Anquíal i Messèmbria entre d'altres, així com la zona fronterera entre Sider i Develtus, coneguda com a Zagora al nord-est de Tràcia. Els búlgars, mentrestant, estaven distrets per la guerra entre l'Imperi Franc de Lluís el Germànic i els croats.

## Les ambicions imperials de Simeó I

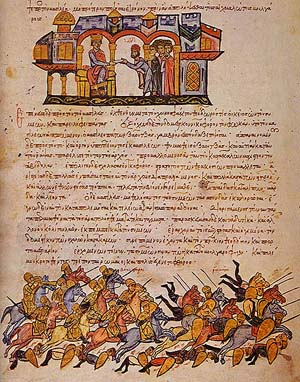
El búlgars derroten les forces romanes en la Bulgarophygon el 896

Amb l'ascensió al tron de Simeó I el 893, la llarga pau amb els romans estava a punt d'acabar. El primer enfrontament va sorgir quan l'emperador romà d'Orient Lleó VI el Filòsof, actuant per la pressió de la seva dona Zoe Carbonopsina i del pare d'aquesta, va traslladar el lloc de comerç de béns búlgars de Constantinoble a Tessalònica, on els mercaders búlgars estaven subjectes a gravosos impostos. Obligat a actuar, Simeó va envair l'Imperi Romà d'Orient des del nord en la tardor del 894 gairebé sense oposició, ja que les forces romanes es trobaven concentrades a l'est d'Anatòlia per aturar les invasions àrabs. Informat de l'ofensiva búlgara, el sorprès Lleó va enviar un exèrcit format per guàrdies i altres unitats militars de la capital per detenir Simeó, però les seves tropes van ser derrotes al tema de Macedònia. Els hongaresos al servei de l'imperi van aconseguir vèncer Simeó en dues ocasions, però el 896 van ser derrotats en la batalla del Buh meridional. La guerra va concloure el 896 amb una gran victòria búlgara prop de  Bulgarophygon a la Tràcia Oriental. El mercat búlgar va tornar a Constantinoble i l'emperador romà d'Orient es va veure obligat a pagar tribut anual a Bulgària. I el que és més, amb l'ajuda dels petxenegs, Simeó va aconseguir desbaratar una invasió hongaresa planejada en cooperació amb l'Imperi Romà d'Orient.

Mapa del progrés de la batalla d'Anquíal.

Després de la mort de Lleó V l'11 de maig del 912, el seu fill, el nen Constantí VII, va ser proclamat coemperador al costat del germà de Lleó, Alexandre. Simeó I va reclamar per a si el títol d'emperador, amb la idea de construir un nou Estat Imperial que reemplacés l'Imperi Romà com la gran potència d'Europa Oriental. La mort d'Alexandre el 6 de juny de 913 va sumir a Constantinoble en l'anarquia, i va proporcionar a Simeó l'oportunitat d'aconseguir els seus objectius. Entre juliol i agost de 913, el búlgar va iniciar un contundent atac, que li va permetre arribar a les portes de la capital gairebé sense oposició. En aquell moment, el poder estava en mans d'un consell presidit pel Patriarca de Constantinoble Nicolau el Místic, que es va prestar ràpidament a negociar amb Simeó. El resultat de les converses va ser el pagament romà dels tributs endarrerits, el matrimoni concertat de Constantí VII amb una de les filles de Simeó i, el més important de tot, el reconeixement oficial de Simeó I com a emperador (tsar) dels búlgars pel Patriarca Nicolau al Palau de Blaquernes. Fins al final del seu regnat, Simeó utilitzaria el títol d'«emperador dels búlgars i dels romans».
Poc després de l'estada de Simeó a Constantinoble, Zoe, la mare de Constantí VII va tornar a la capital. Zoe havia estat expulsada pel seu cunyat, el mort emperador Alexandre, però va tornar a instàncies del seu fill i va eliminar immediatament tots els regents. El febrer del 914 es va alçar de nou amb el poder mitjançant la conspiració, va expulsar el Patriarca Nicolau, va anul·lar tots els pactes amb Simeó i es negà a reconèixer el seu títol imperial. Simeó I va respondre envaint Tracia en l'estiu del 914 i capturant Adrianòpolis. El 917, un gran exèrcit romà comandat per Lleó Focas el Vell, fill de Nicèfor Focas el Vell, va envair Bulgària, mentre que una flota romana comandada per Romà Lecapè es dirigia als ports búlgars del Mar Negre. Durant la seva marxa cap a Messèmbria (Nessèbar), on se'ls unirien els reforços que portava l'armada, els homes de Focas es van aturar per descansar a la vora del riu Aspropòtam, a la rodalia d'Anquíal (Pomorie). Conegut això per Simeó, va atacar els soldats romans quan estaven descansant, i va destrossar completament els exèrcits imperials en la batalla de l'Aqueloos quan es va enfrontar a l'exèrcit de Simeó I el Gran.
Com a resultat d'això, Simeó va poder comptar amb el suport dels líders petxenegs i va iniciar una gran ofensiva contra les possessions romanes a Europa. Mentrestant, els búlgars es van llançar en persecució del que quedava de l'exèrcit romà, que s'havia agrupat sota Lleó Focas a la població de Katasyrtai, al costat de Constantinoble. Allà, els búlgars van derrotar novament als romans d'Orient en la batalla de Katasyrtai, la qual cosa deixava lliure el camí a Constantinoble però una sèrie d'atacs serbis des de l'oest, va obligar les forces de Simeó a replegar-se, fet que va permetre als romans d'Orient de guanyar un temps preciós per organitzar les seves defenses.
Simeó havia desenvolupat una agressiva política contra les potències sèrbies de l'oest, tradicionals aliats de l'Imperi Romà d'Orient. Les tropes búlgares liderades per Teodor Sigritsa i Marmais van envair repetidament el territori serbi i van deposar governants com Petar Gojniković i Pavle Branović. Mentrestant, Romà Lecapè havia reemplaçat el 919 a la reina mare Zoe com a regent del jove Constantí VII i va aconseguir el rang de coemperador al desembre del 920 amb el nom de Romà I. Incapaç d'aconseguir el tron romà per mitjans diplomàtics, Simeó va iniciar una nova guerra amb l'Imperi Romà d'Orient per aconseguir els seus fins. Entre el 920 i 922, Bulgària va augmentar la seva pressió sobre l'Imperi Romà d'Orient, llançant campanyes a l'oest contra Tessàlia, on va aconseguir l'Istme de Corint i a l'est contra Tràcia, on va arribar a travessar els Dardanels i va assetjar Làmpsac. Els exèrcits búlgars van arribar davant les portes de Constantinoble en 921, van exigir la deposició de Romà I, van prendre Adrianòpolis i el 922, després de la seva victòria en la batalla de Pigae, van devastar el Corn d'Or i van prendre l'antiga ciutat de Bízie.

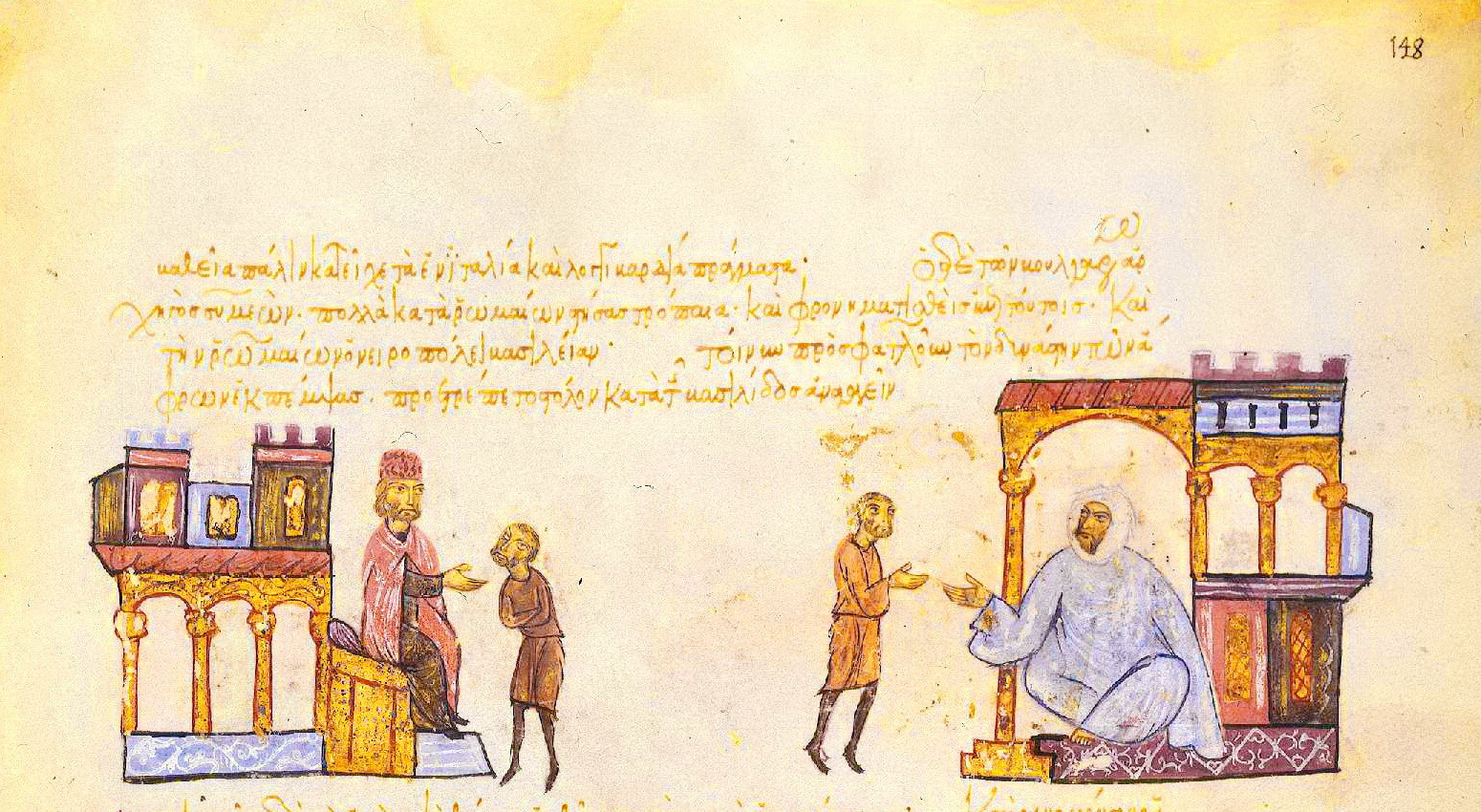
Simeó envia delegats als fatimites. Escilitzes de Madrid.

Desesperat per conquerir Constantinoble, Simeó va preparar una gran campanya pels volts del 924 i va enviar delegats al califa fatimita Ubayd-Al·lah al-Mahdí, posseïdor d'una gran armada que el tsar búlgar necessitava. El califa va accedir i va enviar els seus propis representants de tornada amb la delegació búlgara per establir els termes de l'acord. No obstant això, la missió va ser capturada pels romans d'Orient a Calàbria. Romà I va oferir llavors la pau als àrabs, va arrodonir la seva oferta amb gran quantitat de regals, i va aconseguir anul·lar l'aliança d'aquests amb Bulgària.
En 924, Simeó va enviar un exèrcit liderat per Časlav Klonimirović contra el seu antic aliat Zaharija Pribisavljević, que va haver de fugir a Croàcia. En l'estiu d'aquest mateix any, Simeó va arribar a Constantinoble i va demandar veure al Patriarca i a l'emperador. Va parlamentar amb Romà al Corn d'Or el 9 de setembre del 924 i va acordar una treva, per la qual l'Imperi Romà d'Orient pagaria un impost anual a Bulgària a canvi de la devolució de diverses ciutats de la costa de la mar Negra. El 926 les tropes de Simeó van envair Croàcia, aleshores aliat dels romans, però van ser detingudes per les tropes del rei Tomislav, que els va derrotar en la batalla de Bòsnia. No obstant això, davant la possibilitat que els búlgars prenguessin represàlies, Tomislav va anul·lar la seva aliança amb els romans i va acceptar un tractat de pau segons les condicions negociades pel legat papal Madalbert.
El 27 de maig del 927, Simeó I de Bulgària moria d'un atac de cor al seu palau de Preslav després de catorze anys de guerra contra l'Imperi Romà d'Orient.

### Baptisme de Borís i conseqüències
En 863, Borís I va prendre la decisió d'abraçar el cristianisme, i va sol·licitar als francs l'enviament d'una missió. Els romans d'Orient, per la seva banda, no estaven disposats a tolerar que un veí tan pròxim com Bulgària caigués sota la influència religiosa de l'Imperi Carolingi. l'Imperi Romà d'Orient havia aconseguit recentment una gran victòria contra els àrabs, el que li permetia disposar d'un elevat contingent de tropes per llançar-les contra els búlgars. Mentre que el gruix de l'exèrcit de Borís es trobava al nord, lluitant a la Gran Moràvia, Miquel III va travessar la mar Negra amb un gran exèrcit per envair el país, i Borís no va tenir altre remei que cedir. Va trencar els seus tractats amb els francs, va permetre al clergat grec entrar a Bulgària, i va rebre el baptisme en una cerimònia en la qual Miquel III va exercir com a padrí, i va prendre el seu nom. A canvi de la seva conversió, els búlgars van recuperar Zagora.

## Pere I de Bulgària i les seves relacions amb els romans

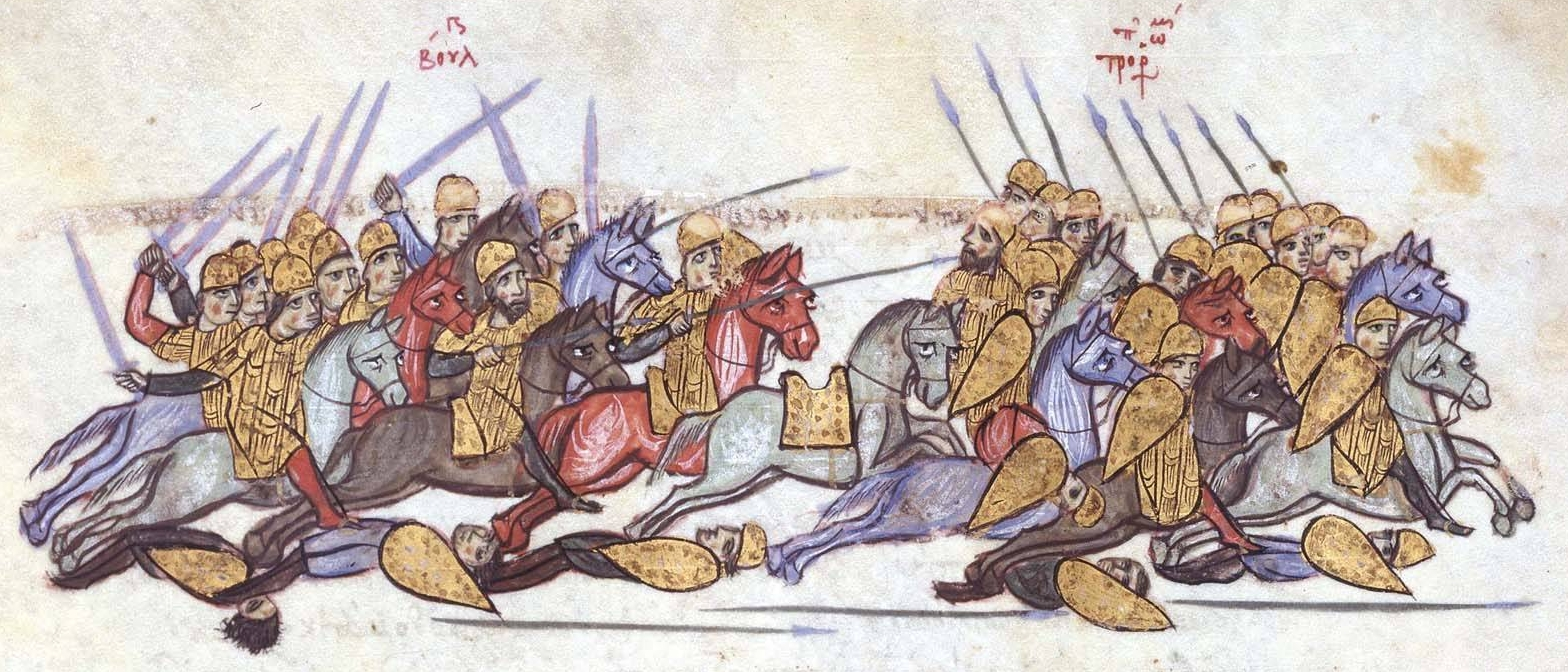
Victòria búlgara a Anquíal

Poc després de la seva ascensió al tron, Pere I, fill de Simeó I, va reiniciar les hostilitats i va atacar la Tràcia romana d'Orient. Després d'aquesta demostració de força, Pere va enviar una missió diplomàtica a Constantinoble per negociar la pau, que va ser signada confirmant les fronteres definides en els tractats de 897 i 904. Els territoris conquistat per Simeó a Tràcia van ser reincorporats a l'Imperi Romà d'Orient que, a canvi, va reconèixer el control búlgar sobre l'interior de Macedònia. A més, es va concertar el matrimoni entre Pere i Maria Lecapena, neta de Romà I, es va establir un tribut anual en favor de Bulgària i es va reconèixer el títol de tsar per als dirigents búlgars i l'autocefàlia de l'Església Ortodoxa Búlgara. Aquesta pau duraria fins al 966.
Després de la mort de l'emperadriu a mitjans de la dècada dels 60, l'emperador romà d'Orient Nicèfor II Focas es va negar a pagar tribut a Bulgària, amb l'excusa d'una aliança entre búlgars i magiars i va desplegar les seves forces a la frontera. Descartat l'atac directe, Nicéforo II va despatxar un enviat al príncep Sviatoslav Igórevitx de la Rus de Kíev per acordar un atac kievà contra Bulgària des del nord. Sviatoslav va preparar ràpidament un gran exèrcit i va derrotar els búlgars sobre el Danubi, alhora que s'apoderava de vuitanta fortalese búlgares el 968. Sorpresos per l'èxit del seu aliat i suspicaços sobre les seves veritables intencions, l'emperador Nicèfor II va decidir signar la pau amb Bulgària, i concertar el matrimoni dels seus pupils, els nens emperadors Basili II i Constantí VIII amb dues princeses búlgares. Dos dels fills de Pere I van ser enviats a Constantinoble com a negociadors i ostatges honoraris. Mentrestant, Pere va aconseguir neutralitzar l'amenaça dels kievans gràcies a l'ajuda dels seus aliats tradicionals, els petxenegs, que van atacar la Rus de Kíev.

## Conquesta romana de Bulgària

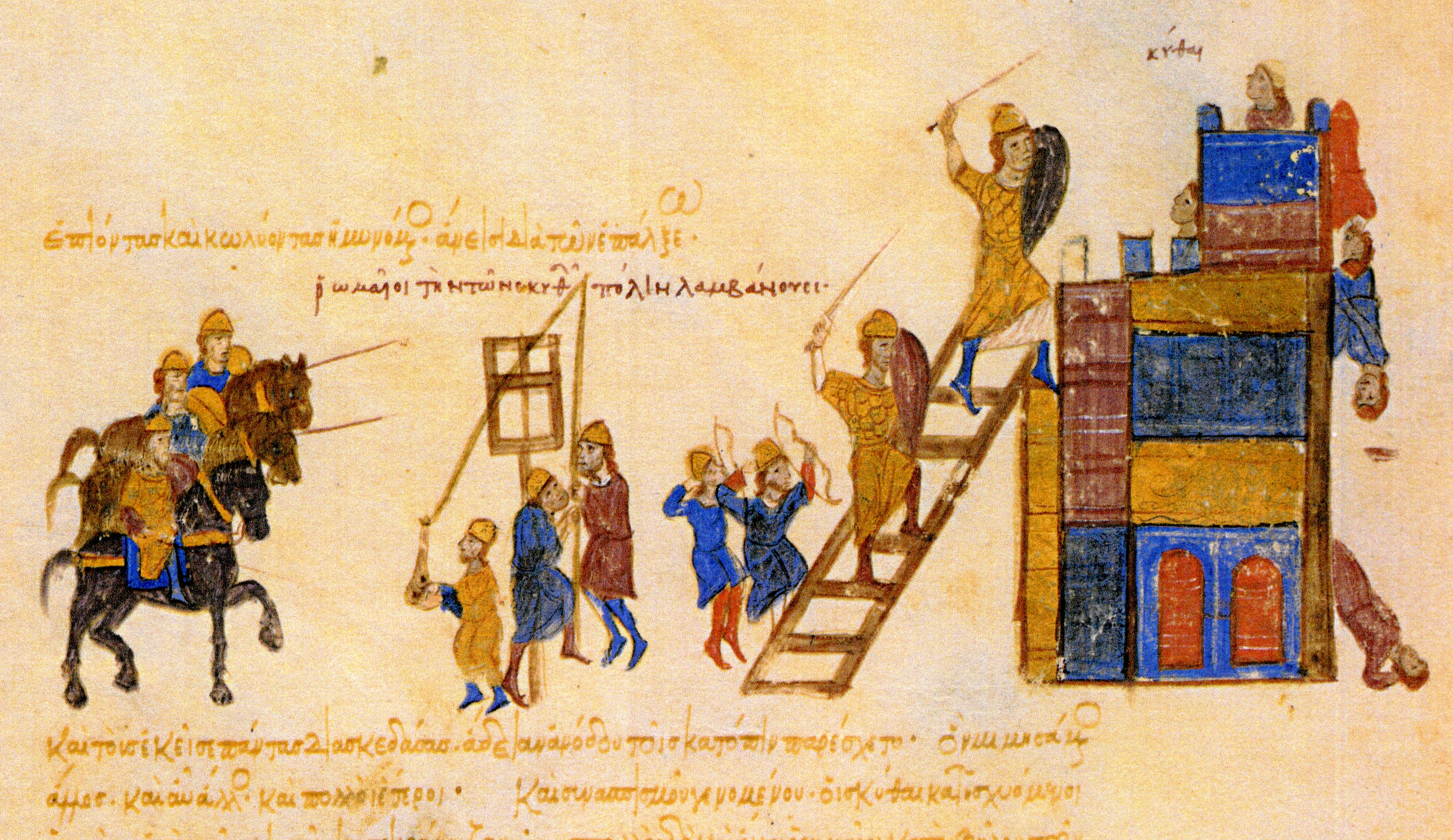
Els romans d'Orient saquegen Preslav, capital búlgara

En 968, Borís II es va dirigir a Constantinoble amb la finalitat de negociar una nova pau entre Bulgària i l'Imperi Romà d'Orient amb Nicèfor II Focas, i aparentment en qualitat d'ostatge honorífic. El propòsit principal d'aquest nou tractat era el d'unir forces contra el príncep  Sviatoslav I de Kíev. En 969, els kievans van derrotar novament els búlgars i Pere I va abdicar i va ingressar en un monestir. En circumstàncies que encara no estan clares, es va autoritzar Borís II a tornar a Bulgària per substituir el seu rei al tron.
Borís II no va poder resistir l'avanç kievà i es va veure obligat a acceptar a Sviatoslav I com a aliat i a convertir-se en el seu titella, enfrontant-se als romans d'Orient. Un atac kievà contra la Tràcia romana fou aturat el 970 a Arkadioupolis. Després d'això, el nou emperador romà d'Orient, Joan I Tsimiscés, va avançar cap al nord. En haver deixat indefensos els passos dels Balcans, els romans d'Orient van penetrar a Mèsia i van assetjar Preslav. Els romans van aconseguir incendiar els sostres dels edificis de la ciutat i van capturar la fortalesa. Borís II es va convertir en ostatge de l'emperador romà d'Orient, que es va llançar en persecució dels russos i va assetjar Sviastoslav a Drăstăr (Silistra), mentre afirmava actuar com a aliat i protector del monarca búlgar, al qual va tractar amb el preceptiu respecte. Després de signar la pau amb Sviatoslav i el retorn d'aquest a Kíev, l'emperador va entrar triomfant a Constantinoble. No obstant això, lluny d'alliberar Bulgària, com havia promès, Tsimiscés es va endur tota la família reial búlgara i el seu tresor imperial a la capital el 971. En una cerimònia oficial, Borís II va ser ritualment desposseït dels seus atributs imperials i nomenat mestre, un títol oficial romà, en compensació. Les terres búlgares de Tràcia i Mèsia inferior van passar a l'Imperi Romà d'Orient i van ser posades sota el control de governadors imposats per Constantinoble.

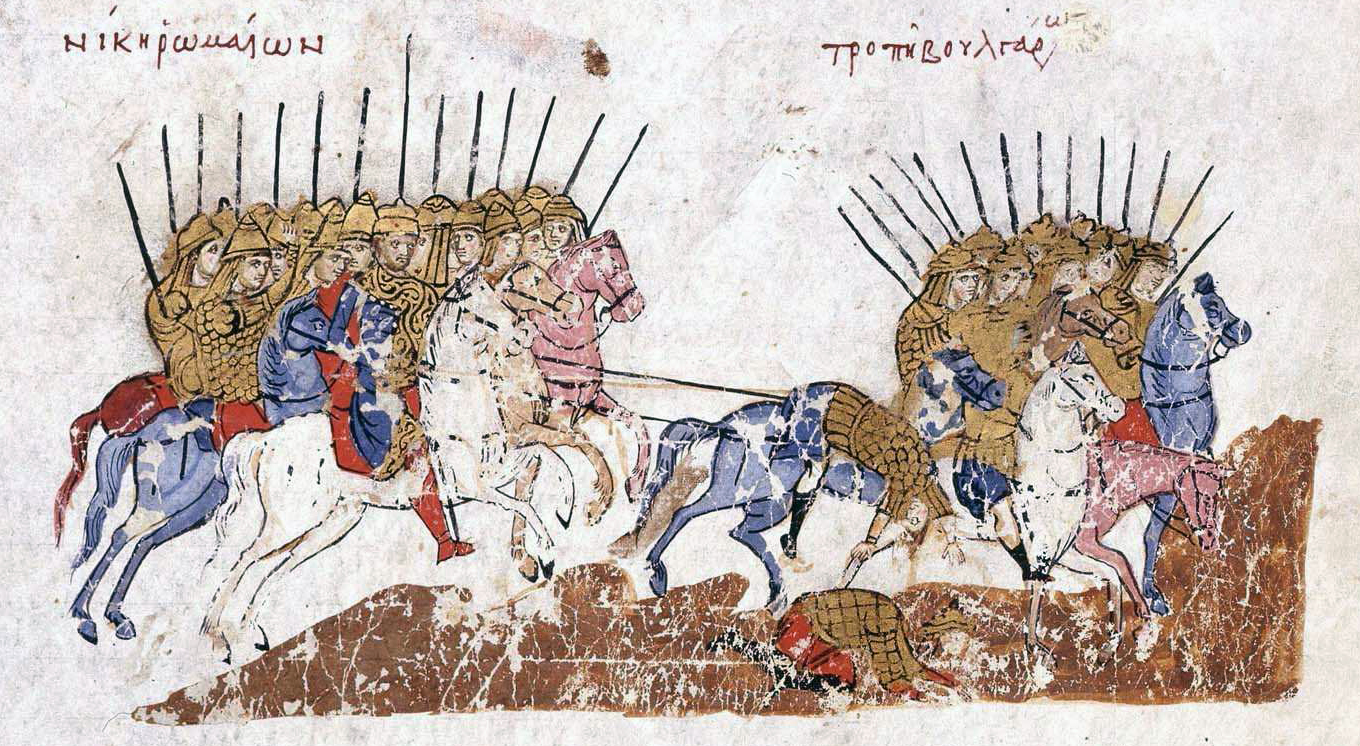
Victòria romana sobre els búlgars, a l'Escilitzes de Madrid, finals del.

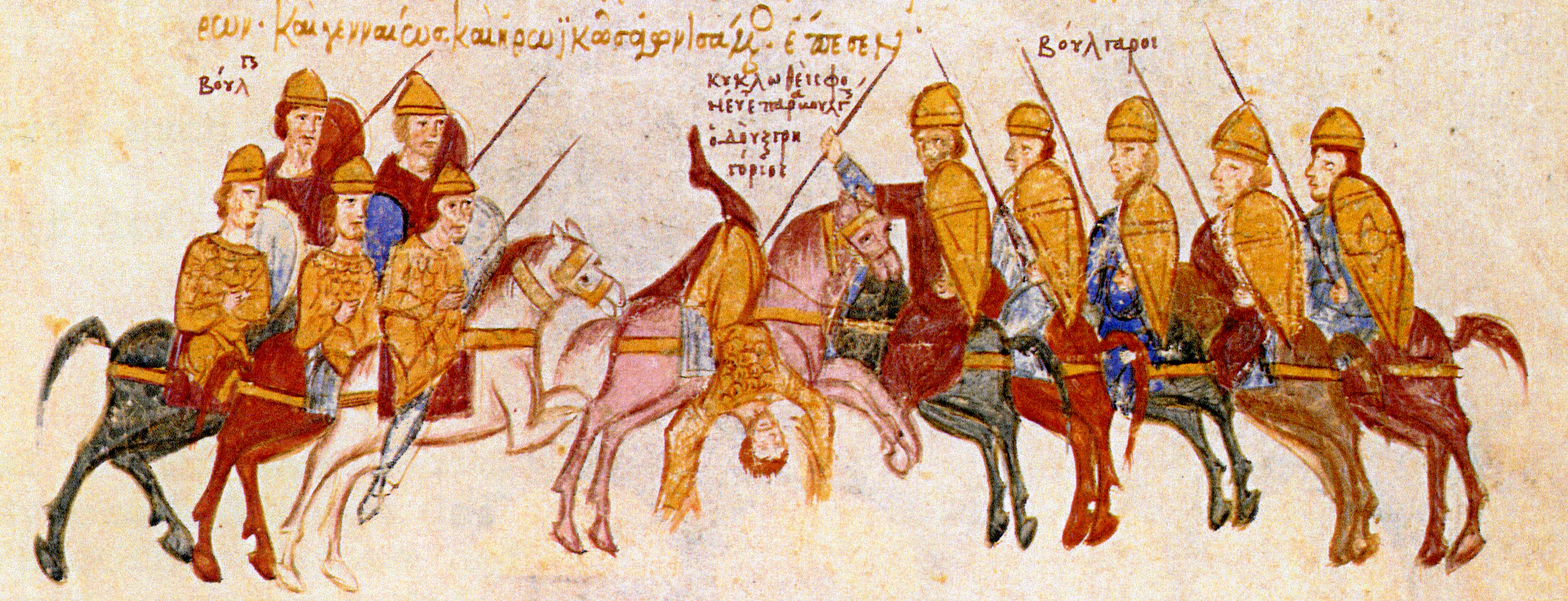
L'exèrcit búlgar conquesta Edessa i assassina al governador.

Tot i que la cerimònia de 971 pretenia ser un simbòlic punt final de l'Imperi Búlgar, els romans van ser incapaços d'assegurar el seu domini en les províncies occidentals de Bulgària, que van romandre sota el control dels seus propis governadors. Entre ells va emergir la poderosa família dels Cometopuls ('els fills del Comte'), formada per quatre germans: David, Moses, Aron i Samuel. El moviment va ser considerat una «revolta» per l'emperador romà d'Orient, però els rebels es consideraven a si mateixos regents del captiu Borís II. Quan van començar els atacs búlgars, el govern romà va recórrer a una estratègia basada a soscavar el lideratge de la «revolta». Aquesta consistia a deixar lliures Borís II i el seu germà Romà amb l'esperança que la seva arribada a Bulgària creés enfrontaments entre els líders búlgars. Quan Borís i Romà van penetrar a la zona controlada pels búlgars el 977, Borís II va ser atacat per una patrulla de vigilància, en ser confós per les seves robes amb un noble romà d'Orient. El seu germà Romà va aconseguir identificar-se i ser degudament acceptat com a emperador. No obstant això, la seva condició d'eunuc (havia estat castrat pels romans d'Orient), li impedia proporcionar hereus al tron, per la qual cosa va associar Samuel al tron com a eventual hereu. Va morir el 997.
Durant diversos anys, Samuel va resistir els atacs romans d'Orient, que van arribar a controlar pràcticament a tot el país. Va ser l'únic home capaç de derrotar en batalla l'emperador romà d'Orient Basili, quan feu fugir l'exèrcit imperial en la batalla de la Porta de Trajà. Basili II va salvar la seva vida per molt poc i, a partir de llavors, es va centrar en les seves campanyes orientals. La victòria de Samuel va fer que el papa Gregori V el reconegués novament com a tsar (emperador), i fou coronat a Roma el 997.
El 1002 va esclatar de nou la guerra amb l'Imperi Romà d'Orient, aquesta vegada a gran escala. Els exèrcits de Basili havien estat reforçats i l'emperador estava decidit a conquerir Bulgària d'una vegada per totes. Per a això va desplaçar gran part dels efectius concentrats a Orient en la seva campanya contra els àrabs a l'avantguarda búlgara. Samuel es va veure obligat a retrocedir cap a l'interior del seu territori. Va començar llavors a assetjar als romans d'Orient, tot esperant forçar Basili a negociar un acord. Durant dotze anys, les seves tàctiques van aconseguir conservar una Bulgària independent, i mantenir allunyat Basili de les principals ciutats com Ohrid.
No obstant això, el 29 juliol de 1014, Basili II va aconseguir arraconar el gruix de l'exèrcit búlgar en la batalla de Clídion (o Belasica en l'actual província de Blagòevgrad) i el forçà a entrar en combat sense Samuel, absent en aquell moment. La victòria romana va ser aclaparadora, i segons la llegenda, Basili II va ordenar cegar els 14.000 presoners búlgars, però va deixar bornis un de cada cent per guiar els seus camarades. Quan Samuel va veure arribar el seu exèrcit es va culpar de la derrota i va morir al cap de tres mesos, el 6 d'octubre. Aquesta història és una invenció posterior que va donar lloc al sobrenom amb el qual Basili seria conegut a partir del segle xii: el 'matabúlgars'.

### Joan Ladislau
El nou emperador búlgar Joan Ladislau va reconstruir les fortificacions de Bítola el 1015 i va sobreviure a un intent d'assassinat perpetrat per agents romans d'Orient. Tot i que les forces de Basili II saquejaren Ocrida, no van aconseguir conquerir Pernik i van rebre informacions equivocades que Joan Ladislau estava buscant ajuda dels petxenegs de la mateixa manera que havien fet els seus predecessors.
Mentre els exèrcits grecs havien penetrat fins al cor de Bulgària a 1016, Joan Ladislau va aconseguir reunir les seves forces i va posar setge a Durazzo en l'hivern de 1018. Moriria en una batalla a les portes de la ciutat. Després de la seva mort, gran part de la noblesa búlgara, incloent a la seva vídua Maria, es van sotmetre a Basili II, a canvi que aquest els garantís les seves vides i propietats. Una part de la noblesa i l'exèrcit es van concentrar al voltant dels fills majors de Joan Ladislau i van iniciar una resistència que duraria alguns mesos fins que van ser finalment forçats a sotmetre's.

## Pere II

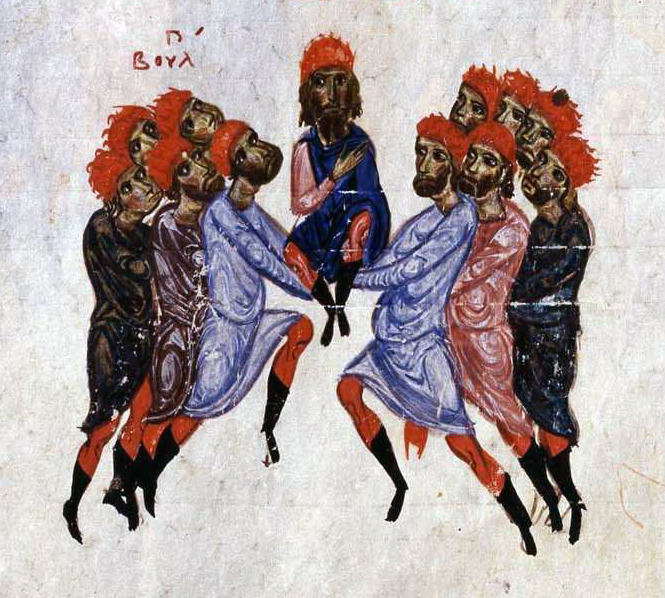
Proclamació de Pere Delian com a emperador.

En 1040, els búlgars, encapçalats per Pere Delian van iniciar una rebel·lió contra el domini romà a causa de la substitució del bisbe. Pere va ser proclamat emperador amb el nom de Pere II pels líders de l'alçament. El nou emperador va aconseguir prendre Niš i Skopje col·laborant amb Tihomir, que havia encapçalat una altra revolta a Durazzo i al que després va eliminar. Després d'aquesta fase, Pere II va marxar sobre Tessalònica a la recerca de l'emperador Miquel IV, que es trobava llavors allà. Miquel va fugir, i va deixar el seu tresor a un tal Miquel Ivac. Aquest últim, possiblement fill d'Ivac, general de Samuel de Bulgària, va lliurar el gruix del tresor a Pere. Tessalònica va romandre en mans romanes, però Macedònia, Durazzo i part del nord de Grècia van ser capturades pels exèrcits de Pere II. Això va inspirar noves revoltes eslaves contra el domini romà a l'Epir i Albània
No obstant això, els èxits de Pere Delian van arribar a la seva fi amb l'aparició en escena del seu cosí Alussian. Alussian era fill de Joan Ladislau, que havia assassinat Gabriel Radomir, pare de Pere, el 1015 i es va unir a les files de Pere procedent de la cort romana d'Orient, de la qual havia desertat. Alussian va ser ben rebut per Pere II que li va cedir un exèrcit per atacar Tessalònica. El setge, però, va ser aixecat pels romans d'Orient i l'exèrcit búlgar derrotat i hagué de fugir. Alussian va escapar per poc i va tornar a Ostrovo. Una nit, aprofitant l'estat d'embriaguesa en què es trobava Pere II, Alussian li va amputar el nas i el va encegar amb un ganivet de cuina. Tenint en compte que era l'únic descendent viu de Samuel, va ser proclamat emperador en lloc de Pere II pels soldats búlgars, però amb la idea de passar-se novament al bàndol romà d'Orient. Mentre búlgars i romans d'Orient es preparaven per a la batalla, Alussian va desertar i va partir cap a Constantinoble, on se li van restituir els seus honors i possessions, i on, en recompensa pels seus serveis, li va ser concedit el grau de magistros.
Mentrestant, tot i que cec, Pere II es va posar novament al capdavant de les tropes búlgares mentre que Miquel IV, decidit a treure rèdit de la situació, avançava contra ell. Els dos exèrcits es van trobar a la rodalia d'Ostrovo, en una batalla en la qual els romans d'Orient van derrotar els búlgars. Pere II fou fet presoner i portat a Constantinoble, on va ser possiblement executat.
Les sagues nòrdiques parlen de la participació del futur rei de Noruega Harald III Hardråde, que suposadament va fer caure Pere II al camp de batalla com a membre de la guàrdia varega. Aquesta tradició es veu avalada per una lacònica referència a l'anomenada «Crònica Apócrifa Búlgara». En qualsevol cas, Pere II hauria mort el 1041.

## Pere III
Les tropes del recentment coronat Pere III de Bulgària van conquerir Niš i Ohrid, però van sofrir una aclaparadora derrota al front de Kastorià. El contraatac romà d'Orient va conquerir Skopje amb l'ajuda de George Voitekh, que va trair en primer lloc Pere III i després va intentar trair els romans d'Orient, però va fracassar. En una altra batalla, Pere III va ser capturat pels romans d'Orient i enviat, juntament amb George Voitekh, a Constantinoble. Voitekh va morir en el viatge, mentre que Pere III llanguia a la presó, primer a Constantinoble i més tard a Antioquia.

## Teodor i el Segon Imperi Búlgar
En 1185 els germans Pere i Ivan Assèn es van presentar davant l'emperador romà d'Orient Isaac II Àngel a Cípsela sol·licitant una pronea, però la seva sol·licitud va ser desdenyosament rebutjada i Ivan Assèn bufetejat en la discussió que va seguir. Els ofesos germans van retornar a Mèsia i, aprofitant-se del descontentament causat pels elevats impostos establerts per l'emperador per finançar la seva campanya contra Guillem II de Sicília i celebrar el seu matrimoni amb Margarida d'Hongria van iniciar un aixecament contra els romans d'Orient.
En un primer moment, els rebels no van ser capaços de conquerir Preslav, la capital històrica de Bulgària, però van establir la seva pròpia capital a Tàrnovo, presumiblement el centre de la revolta. En 1186, els rebels van ser derrotats, però Isaac II no va saber aprofitar la victòria i va tornar a Constantinoble. Amb l'ajuda de la població cumana que habitava al nord del Danubi, Pere IV Assèn de Bulgària i Ivan Assèn van recuperar les seves posicions inicials i es van endinsar a Tràcia. Quan Isaac II Àngel va tornar a Mèsia el 1187 no va aconseguir prendre ni Tàrnovo ni Lòvetx, i va signar un tractat que reconeixia el Segon Imperi Búlgar, un tractat que cap de les parts no tenia intenció de complir. Quan la Tercera Croada, dirigida per l'emperador Frederic I Barba-roja va travessar terres búlgares de camí a Constantinoble, els representants de Teodor i Iván Assèn es van dirigir als croats oferint-los ajuda militar contra Isaac II a Niš i novament a Adrianòpolis.

### Represàlies d'Isaac II
Després del pas de la Tercera Croada, Isaac II va decidir tancar definitivament el problema búlgar. Es va plantejar una expedició a gran escala que va aconseguir i va assetjar Tarnovo. A hores d'ara, Pere IV havia coronat el seu germà Ivan com a coemperador el 1189 i, sense abdicar, s'havia retirat a Preslav. Ivan va fer córrer el rumor entre els romans d'Orient de la imminent arribada d'una gran exèrcit cumà per alleujar el setge. Quan els romans d'Orient es retiraven van ser emboscats en els passos dels Balcans i Isaac II va escapar amb vida per molt poc el 1190.
La victòria va correspondre finalment als búlgars, que van capturar les àrees de Sredec (Sofia) i Niš el 1191, Belgrad el 1195, i Mèlnik i Prosek en 1196, mentre que les seves incursions de saqueig van arribar fins a Serres pel sud. Quan el ja emperador búlgar Ivan Assèn I va ser assassinat, el seu successor Kaloian va mantenir la seva agressiva política contra l'Imperi Romà d'Orient, aliant-se amb Ivanko, l'assassí d'Ivan Assèn I i que havia entrat al servei de l'Imperi Romà d'Orient en 1196, arribant a governador de Filipòpolis (Plòvdiv). Un altre aliat de Kaloian va ser Dobromir Hriz (Khrisos), que governava l'àrea de Strumica. La coalició es va dissoldre ràpidament, tan bon punt els romans d'Orient van derrotar Ivanko a Dobromir. D'altra banda, Kaloian va conquistar Konstanteia (Simeonovgrad) a Tràcia i Varna als romans d'Orient el 1201, així com gran part de la Macedònia eslava el 1202.

## Ascensió de l'Imperi Llatí
La guerra entre búlgars i romans d'Orient es va aturar el 1204 quan els integrants de la Quarta Croada van prendre Constantinoble i van crear l'Imperi Llatí, i va triar emperador a Balduí de Flandes. Si bé Kaloian havia ofert la seva ajuda als croats, la seva oferta va ser menyspreada i els nous governants de Constantinoble van proclamar les seves intencions de conquerir totes les terres pertanyents a l'antic Imperi Romà d'Orient, incloent territoris controlats per Kaloian. L'inevitable conflicte va esclatar quan l'aristocràcia romana d'Orient de Tràcia es va rebel·lar contra el domini llatí en 1205, va sol·licitar l'ajuda de Kalolan i li va oferir la seva submissió.

### Guerres llatines
Malgrat que búlgars i romans d'Orient es van dedicar principalment a combatre els llatins entre 1204 i 1261, tots dos bàndols encara tenien comptes pendents entre si. Tot i la inicial satisfacció pels èxits búlgars contra els llatins, l'aristocràcia romana d'Orient va començar aviat a conspirar contra els seus nous governants. Kaloian també va modificar la seva actitud, i es va mostrar implacable contra els seus antics aliats, adoptant el sobrenom de Rōmaioktonos ('mataromans'), tal com ho feu anys enrere l'emperador romà d'Orient Basili II amb el Boulgaroktonos («matabúlgars»). Però, en general, les relacions entre Bulgària i l'Imperi de Nicea, el més poderós estat romà d'Orient, es van mantenir sòlides. L'aliança entre els dos estats va culminar amb el matrimoni d'Helena, filla de l'emperador búlgar Ivan Assèn II amb el futur Teodor II Làscaris, fill de l'emperador romà d'Orient Joan III Ducas Vatatzes de Nicea. Aquesta unió dinàstica es va produir en 1235, coincidint amb la restauració del Patriarcat de Bulgària consentit pels patriarques orientals. Posteriorment, els búlgars van retirar el seu suport tant a l'Imperi de Nicea com al Llatí, ja que tots dos estaven massa ocupats lluitant entre si com per pensar a atacar Bulgària.

## Les guerres civils búlgares

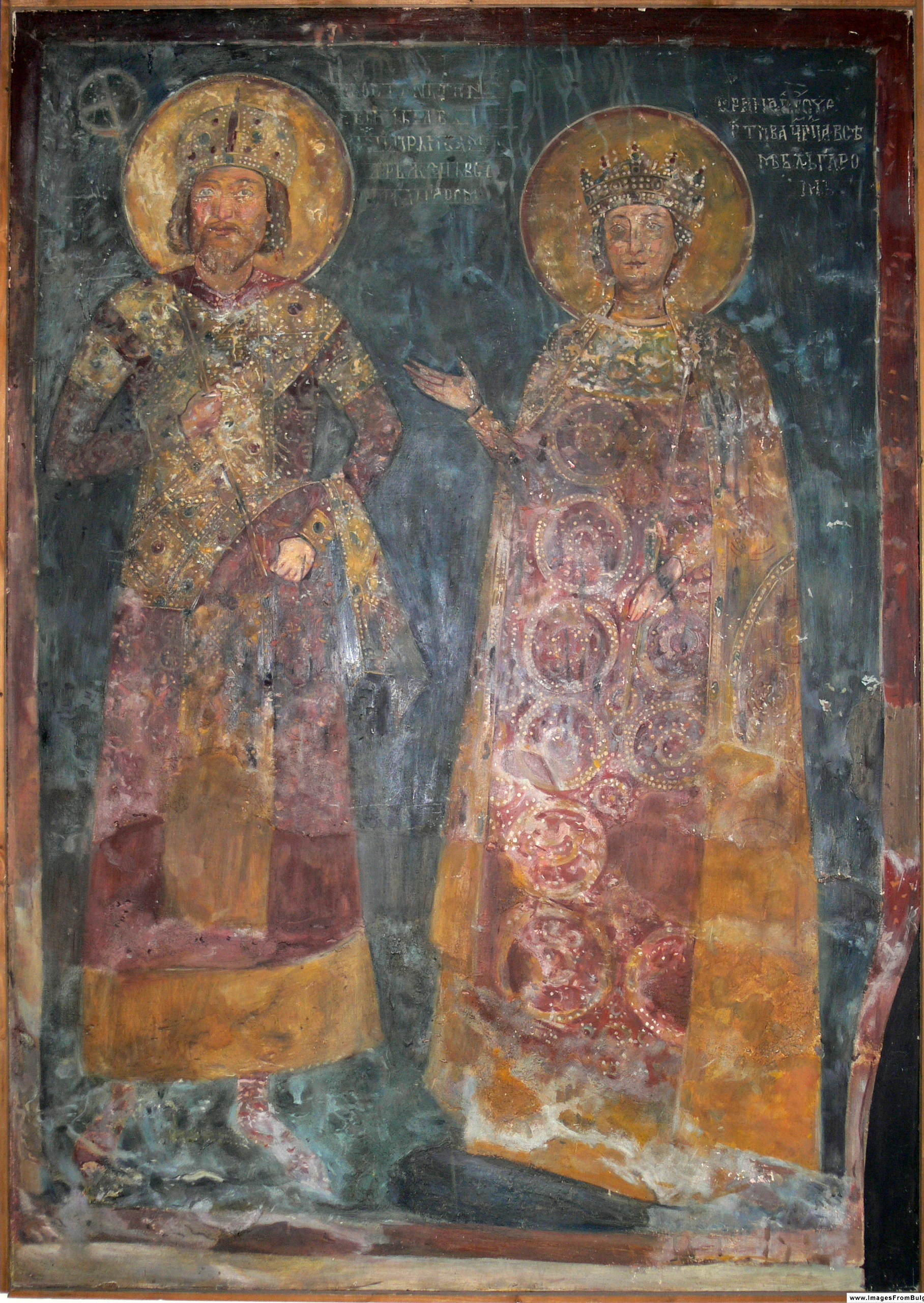
Constantí Tikh, emperador de Bulgària (1257-1277).

Poc després que l'Imperi Romà d'Orient fos restaurat sota el comandament de Miquel VIII Paleòleg, va esclatar una guerra civil a Bulgària. Els romans d'Orient donaven suport a Ivan Assèn III, i per aquest motiu van enviar diversos exèrcits per tal d'intentar consolidar l'accés de Miquel Assèn al tron búlgar per davant d'Ivailo, el vigent monarca búlgar. Tot i que Ivailo va rebutjar diversos d'aquests intents, es va veure bloquejat durant tres mesos en Drăstăr (Silistra) pels aliats mongols de Miquel VIII. Mentrestant, un exèrcit romà d'Orient va assetjar Tàrnovo, la capital búlgara, i, davant la remor de la mort d'Ivailo en combat, la noblesa local es va rendir i va acceptar Ivan Assèn III com a emperador el 1279.
Poc després, encara el 1279, Ivailo va aparèixer sobtadament davant Tàrnovo amb el seu exèrcit, però no va aconseguir prendre la ciutat. Va aconseguir derrotar un exèrcit romà d'Orient prop de Varna i un altre en els passos dels Balcans. Desproveït de suport, Ivan Assèn III va fugir, mentre que el seu cunyat Jordi Terter I ocupava el tron. El nou líder va unir temporalment l'aristocràcia i Ivailo va anar perdent suports gradualment.

## Guerra romana d'Orient de Todor Svetoslav
Durant el segle xvii tant l'Imperi Búlgar com el romà d'Orient començaven a declinar, i buscaven amb freqüència el suport de l'altre per protegir-se d'enemics comuns més poderosos, com l'Horda d'Or i els turcs. No obstant això, en 1301, el nou emperador búlgar Todor Svetoslav va mantenir diverses conteses amb els romans. La primera, en 1302 va tenir el seu origen en l'intent de l'anterior emperador Miquel Assèn II de reconquistar el tron búlgar amb suport romà d'Orient. Todor va repel·lir aquesta amenaça i, refiant-se dels seus èxits, va iniciar un contraatac el 1303 que el portaria a conquerir les fortaleses del nord-est de Tràcia, incloent Mesèmbria (Nessèbar), Anquíal (Pomorie), Sozòpolis (Sozòpol), i Agatòpolis (Akhtopol) en 1304. El contraatac romà d'Orient va ser neutralitzat en la batalla de l'Skafida, prop de Sozòpolis, on el coemperador Miquel IX Paleòleg va haver de fugir. La guerra va continuar, amb Miquel IX i Todor Svetoslav saquejant els territoris de l'altre. En 1305, Aldimir, oncle de Todor, va endegar negociacions amb l'Imperi Romà d'Orient i el seu nebot es va annexionar els seus territoris. En 1306, Todor va aconseguir contractar els serveis de mercenaris alans romans d'Orient i els va assentar a Bulgària; va negociar igualment amb els almogàvers de la Companyia Catalana d'Orient, que s'havien rebel·lat contra els seus ocupants romans d'Orient. Finalment, el 1307 es va posar fi a la guerra, i es va segellar el tractat amb el compromís de l'emperador búlgar amb Teodora, filla del coemperador Miquel IX Paleòleg, que havia estat esposa de Todor Svetoslav.

## Jordi Terter II
Després de la mort del seu pare en 1322, Jordi Terter II es va implicar en les guerres civils romanes d'Orient, on Andrònic II Paleòleg es disputava el tron amb el seu net Andrònic III Paleòleg. Aprofitant-se de la situació, el monarca búlgar va envair la Tràcia romana d'Orient sense trobar resistència i va capturar la ciutat de Filipòpolis (Plòvdiv) i els seus voltants en 1322 o 1323. Un contingent búlgar s'hi va instal·lar sota el comandament del general Ivan el Rus, mentre que un escriba de la cort, esmenta Jordi Terter II com l'«amo dels ceptres búlgar i grec». Una nova campanya en aquest mateix any va aconseguir fer caure diverses de les fortaleses que envoltaven Adrianòpolis, però els búlgars van ser derrotats finalment per Andrònic III, que es disposava a envair Bulgària quan es va produir la mort de Jordi Terter II.

## Miquel Assèn III

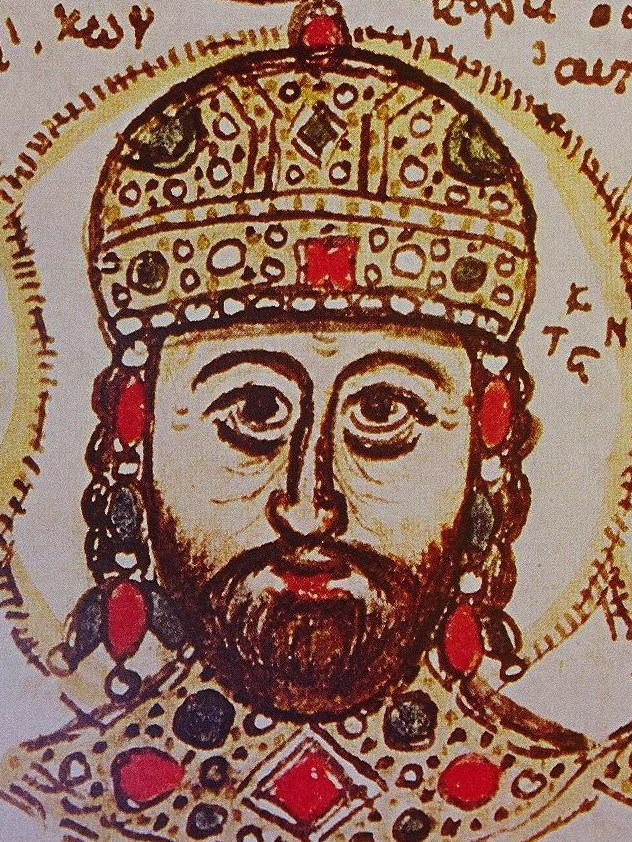
Constantí XI, últim emperador romà d'Orient.

Després de la mort de Jordi Terter II es va produir un breu període de confusió i incertesa, que va ser aprofitat per l'emperador romà d'Orient Andrònic III Paleòleg. Els romans d'Orient van assaltar el nord-oest de Tràcia i van capturar diverses ciutats importants. A la mateixa època, el candidat romà d'Orient al tron búlgar, Voissil, germà de l'anterior emperador búlgar Smilets es va rebel·lar a Kran, i aconseguí el control de la vall situada entre els Balcans i els Sredna Gora. En aquest punt, el recent elegit emperador búlgar, Miquel Xixman marxava al sud per trobar-se amb Andrònic III, mentre que un altre exèrcit romà d'Orient posava setge a Filipòpolis (Plòvdiv). Tot i que Miquel Xixman va aconseguir forçar la retirada d'Andrònic III, els romans d'Orient van conquistar Filipòpolis mentre els búlgars efectuaven el relleu de les tropes. Malgrat aquesta derrota, Miquel Assèn III va aconseguir expulsar Voissil i recuperar el control sobre Tràcia septentrional i nord-est el 1324. Això va ser confirmat per un tractat de pau amb l'Imperi Romà d'Orient, segellat amb el matrimoni entre Miquel III Assèn i Teodora Paleòloga, germana de l'emperador, que havia estat esposa de Todor Svetoslav.

### Guerra civil romana d'Orient
El 1327 Miquel III Assèn es va implicar en la nova guerra civil que es vivia en l'Imperi Romà d'Orient, prenent el partit del seu cunyat Andrònic III Paleòleg, mentre que el seu avi i rival Andrònic II Paleòleg aconseguia el suport del Regne de Sèrbia. Andrònic III i Miquel Assèn III es van entrevistar i van acordar pel tractat de Txernomen una aliança agressiva contra els serbis.
No obstant això, Miquel Assèn III va iniciar igualment negociacions amb Andrònic II, i li va oferir suport militar a canvi de diners i de la cessió de terres frontereres. El búlgar va enviar un destacament en suport d'Andrònic II, però amb la missió real de capturar l'emperador romà d'Orient. Advertit pel seu net, Andrònic II va mantenir prudentment allunyats als búlgars de la capital i de la seva persona.
Un cop descobert el seu pla, Miquel Assèn III va tractar de recuperar algunes terres per la força, però va haver de retirar-se davant l'avanç d'Andrònic III. Un altre desplegament enfront d'Adrianòpolis el 1328 va concloure sense batalla i amb la renovació del tractat de pau, després del qual l'emperador búlgar va tornar al seu país, no sense assegurar-se una bona paga.

## Ivan Alexandre i la defensa de Bulgària

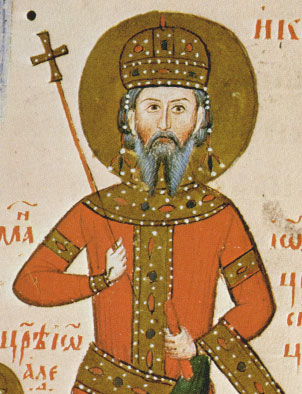
Ivan Alexandre de Bulgària

A principis de la dècada de 1340 les relacions amb l'Imperi Romà d'Orient van experimentar un deteriorament temporal. Ivan Alexandre exigia l'extradició del seu cosí Xixman, un dels fills de Miquel Assèn III, i amenaçava els romans d'Orient amb la guerra. Aquesta demostració de força va fracassar quan els romans d'Orient van enviar contra ell la flota del seu aliat Umur Beg, emir turc d'Esmirna. Després de desembarcar al Delta del Danubi, les tropes turques es van llançar al pillatge i van atacar les ciutats búlgares veïnes. Forçat a reduir les seves peticions, el tsar búlgar va envair novament territoris de l'Imperi Romà d'Orient a la fi de 1341 amb l'excusa d'haver estat cridat pels habitants d'Adrianòpolis. No obstant això, va ser derrotat en dues ocasions per les tropes turques aliades de l'Imperi Romà d'Orient.
Entre 1341 i 1347, l'Imperi Romà d'Orient es va veure sacsejat per una segona guerra civil entre els regents de Joan V Paleòleg i el seu suposat guardià Joan VI Cantacuzè. Els veïns de l'Imperi Romà d'Orient van tractar de treure profit d'aquesta situació, i mentre Esteve Dušan de Sèrbia s'aliava amb Cantacuzè, Ivan Alexandre donava suport als regents de Joan V Paleòleg. Tot i que ambdós dirigents balcànics es van situar en bàndols contraris, van mantenir les seves pròpies aliances. Com a preu pel suport del búlgar, la regència de Joan V li va cedir Filipòpolis i nou importants fortaleses a les muntanyes de Ròdope el 1344.

## Caiguda de Bulgària i l'Imperi Romà d'Orient
En 1422, Bulgària va ser conquistada pels turcs otomans, i Constantinoble va caure en poder d'aquests el 1453. A partir de llavors, els dos estats van passar a formar part de l'Imperi Otomà, el que va posar fi a la llarga sèrie d'enfrontaments entre Bulgària i l'Imperi Romà d'Orient.